# Szerémségi földikutya
A szerémségi földikutya (Nannospalax (leucodon) syrmiensis) a nyugati földikutya szuperszpeciesz, más néven nagyfaj, életmódját és ökológiai igényeit tekintve hasonló, de eltérő kromoszómaszámmal jellemezhető, tehát genetikailag izolált biológiai faja.

## Előfordulás
A Kárpát-medence legcsapadékosabb legkiegyenlítettebb klímájú területein élt. Magyarországon a Dunántúlon, Szerbiában a vajdasági Szerémségben és Macsóságban (a Szávától délre, a Drina és a Kolubara  folyók között elterülő sík- és alacsony dombvidéki terület); továbbá valószínűleg a Kisalföldön és Horvátországban, Szlavóniában élt.

## Megjelenés
A nyugati földikutya fajcsoport fajai külső megjelenésben nem különböznek egymástól.

## Kihalására utaló tények
Dunántúli előfordulásukról utoljára 1925-ben, szerémségiről 1984-ben tettek közé utoljára adatokat. Egyetlen ismert előfordulási területén sem élnek ma földikutyák, és ezen területek környékén sem találni potenciális élőhelyeket.